# 小鹿村 (愛知県)
小鹿村（おしかむら）は、愛知県葉栗郡にかつてあった村。
現在の江南市の北部、概ね小杁、慈光堂、小脇、鹿子島を村域とした。
村名は、1889年までの村名から一文字ずつとった、合成地名である。

## 地理
葉栗郡東部に位置した。

## 歴史

### 行政区画の変遷
- 1895年（明治28年）9月30日 - 小草鹿村が分割して、大字小杁と大字鹿子島の区域を以て小鹿村が成立[1]。
- 1906年（明治39年）5月10日 - 小鹿村は草井村、村久野村と合併して改めて草井村が成立[2]。